# Siiri Rantanen
Siiri Rantanen   (Tohmajärvi, 14 de desembre de 1924 - Lahti, 5 de maig de 2023), nascuda Siiri Lintunen, fou una esquiadora de fons finlandesa que va competir durant les dècades 1950 i 1960.
El 1952 va prendre part en els Jocs Olímpics d'Hivern d'Oslo, on guanyà la medalla de bronze en la cursa dels 10 quilòmetres del programa d'esquí de fons. Aquesta cursa fou dominada per l'equip finlandès, que ocupà les cinc primeres posicions finals. Quatre anys més tard, als Jocs de Cortina d'Ampezzo, disputà dues proves del programa d'esquí de fons. Guanyà la medalla d'or en la prova dels relleus 3x5 quilòmetres, formant equip amb Sirkka Polkunen i Mirja Hietamies, mentre en la prova dels 10 quilòmetres fou cinquena. La seva tercera i darrera participació en uns Jocs fou el 1960, a Squaw Valley, on tornà a disputar dues proves del programa d'esquí de fons. En aquesta ocasió guanyà la medalla de bronze en la prova dels relleus 3x5 quilòmetres, formant equip amb Eeva Ruoppa i Toini Pöysti, mentre en la cursa dels 10 quilòmetres fou quinzena. En el seu palmarès també destaquen tres medalles de plata i dues de bronze al Campionat del Món d'esquí nòrdic.
Rantanen també guanyà sis títols nacionals individuals i cinc de relleus en esquí de fons. També destacà com a atleta, guanyant tres títols finlandesos, i com a ciclista, amb un títol nacional. Fou escollida la millor esportista femenina de Finlàndia de l'any els anys 1954, 1956, 1958 i 1959. Continuà practicant diferents esports fins als anys 80.
El 2012 fou inclosa al Saló de la fama de l'esport finlandès.